# Golwé-Lokomotive

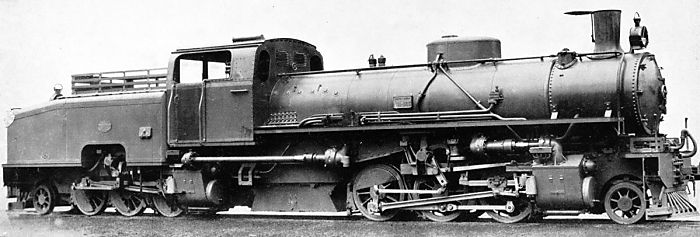
Golwé-Lokomotive

Eine Golwé-Lokomotive ist eine Dampflokomotive mit zwei beweglichen Triebdrehgestellen. Der Hauptrahmen nahm Führerhaus und Kessel auf. Das vordere Triebdrehgestell wurde in der Art der Meyer- oder Mallet-Lokomotiven unter dem Langkessel geführt. Der Hauptrahmen ruhte hinten auf dem hinteren Drehgestell in der Art einer Garratt-Lokomotive. Das hintere Drehgestell trug wie bei dieser auch den Brennstoff- und Wasservorrat.
Entwickelt wurde dieser Lokomotivtyp bei der belgischen Lokomotivfabrik Forges Usines et Fonderies Haine-Saint-Pierre von dem Betriebsdirektor Goldschmidt und dem Chefingenieur Weber. Aus den beiden Nachnamen leitet sich die Lokomotivbezeichnung ab. Die erste Lieferung dieser Fahrzeuge erfolgte 1928 an die Eisenbahn der Elfenbeinküste.